# Prinsessen holder fridag
Prinsessen holder fridag (originaltitel: Roman Holiday) er en amerikansk romantisk komediefilm fra 1953 instrueret og produceret af William Wyler efter manuskript af Dalton Trumbo, Ian McLellan Hunter og John Dighton.
Filmen skildrer Audrey Hepburn som en kronprinsesse, som vil se Rom på egen hånd og Gregory Peck som reporter.
Filmen vandt en Oscar for bedste historie. Den havde premiere i Danmark den 16. februar 1954.